# Dabney Donovan
Dabney Donovan è un personaggio immaginario dell'Universo DC. È primariamente un nemico di Superboy e Superman.

## Storia di pubblicazione
Dabney Donovan comparve per la prima volta in Superman's Pal Jimmy Olsen n. 142 e fu creato da Jack Kirby.

## Biografia del personaggio
Dabney Donovan fu l'eccentrico scienziato ed ex capo e co-fondatore del Progetto Cadmus. Credendo che non ci sarebbero dovuti essere limiti nella sperimentazione sui geni umani, Donovan diede vita a innumerevoli esperimenti genetici. Il suo primo esperimento, i "Pelosi", erano un gruppo di hippies mentalmente più avanzati che svilupparono un habitat unico che mescolò la super-scienza con la vegetazione lussureggiante. Tra le creazioni più note di Donovan sono i DNAliens, ovvero essere geneticamente alterati che sembrano alieni nell'aspetto e possiedono estreme abilità paranormali, come Dubbilex.
Un altro esperimento di Donovan fu la creazione del pianeta in miniatura di Transilvane che riempì di microscopiche creature, duplicati dei mostri classici basati sui film horror preferiti da Donovan. Gli abitanti di Transilvane furono guidati dal Conte Dragorin. In questo periodo, creò le due mostruosità, Simyan e Mokkari. Queste entità, geni della scienza per proprio diritto, causarono separatamente molti guai e incidenti fastidiosi.
Un altro dono di Donovan fu la clonazione. Donovan utilizzò la sua esperienza nella clonazione per aiutare l'Intergang, creando giovani corpi per i gangsters degli anni '40 che fondarono l'organizzazione.
Una volta aiutò Lex Luthor, malato, producendogli un corpo nuovo, nella persona di Lex Luthor II, quando stava morendo di cancro per avvelenamento da Kryptonite. Lex cercò di uccidere Donovan per proteggere il proprio segreto, ma Donovan utilizzò il proprio talento per creare delle copie di sé. Tuttavia, Donovan si vendicò successivamente aiutando l'ex moglie di Luthor, Contessa Del Portenza e mandando Bizzarro contro di lui. Donovan causò problemi con la creazione di una piaga per cloni che fece deteriorare e morire i loro corpi. Luthor, ancora dentro il suo corpo clonato, inviò le proprie forze a Cadmus a battersi per la cura. Donovan alla fine dovette uccidere il direttore di Cadmus, Paul Westfield al fine di mantenere nascosti i suoi piani. Però, la cura fu trovata infine attraverso il DNA di Guardiano che lo diede a coloro che ne avevano bisogno, cominciando da Superboy. In questo periodo, Donovan guidò un altro attacco a Cadmus, mettendo diversi impiegati di alto livello in giochi stile gladiatori.
Quando i direttori originali lasciarono il Progetto, e Mickey Cannon fu messo in carica, Donovan fu reinserito come un "consulente" imprigionato. Nonostante le garanzie di sicurezza in attività, riuscì a causare dei danni, incluso prendere brevemente il controllo del Progetto durante la storia "Evil Factory".
La situazione attuale di Donovan è sconosciuto in quanto continua ad evitare la morte con i suoi cloni. Donovan Primo trovò sempre un modo per sfuggire alla morte, ma i suoi mostri genetici continuano a invadere Metropolis e Cadmus, che hanno fatto del proteggere le persone contro questi mostri la loro missione.

## Altre versioni

### Amalgam Comics
Una versione alternativa di Dabney Donovan comparve nell'autoconclusivo Spider-Boy della Amalgam Comics. A differenza dei tanti personaggi dei fumetti Amalgam, Donovan non fu fuso con un personaggio dei fumetti Marvel. Qui era un membro del personale del Progetto, una versione di Cadmus sita dentro la Montagna Fantastica (che fuse la Montagna dei Challengers of the Unknown con i vari quartier generali usati dai Fantastici Quattro). Donovan, all'epoca, fornì al capo del Progetto, Reed Richards una forma di "DNA malvagio" nel tentativo di prendersi quello che lui credeva essere il suo posto di diritto. Il piano fu scoperto e Richards fu curato prima che la seconda serie di Amalgam venisse pubblicata, permettendogli di guidare i Challengers of the Fantastic contro Galactiac.

### Elseworld
Un Donovan alternativo comparve nella storia Elseworld The Superman Monster, una pastiche di Frankenstein. In questa storia, lui è, ironicamente, parte della direzione dell'università che decretò gli esperimenti di Viktor Luthor come blasfemi ed empi (gli altri membri della direzione erano il Direttore di Cadmus Westfield e il Professor Hamilton).

## In altri media

### Videogiochi
- Dabney Donovan comparve in DC Universe Online. Comparve come venditore nell'Ala Meta della Sala del Destino.

### Film
- Dabney Donovan comparve in The Death of Superman, doppiato in originale dall'attore Trevor Devall.
- Donovan comparve anche nel sequel del 2019, Reign of the Supermen, di nuovo doppiato da Devall. In questo film riesce a clonare Superman, usando sia il DNA di Superman che quello di Lex Luthor per creare Superboy. Per aver rivelato il segreto, Luthor terminò l'occupazione di Donovan e lo uccise con i suoi stessi esperimenti falliti.